# 中国轻工集团公司
中国轻工集团公司，简称中轻集团，是中国中央企业。中轻集团总部位于北京，业务范围为轻工原材料和产品相关业务。
1952年，在轻工业部供销总局基础上成立原中国轻工集团公司。1988年，改建为中国轻工物资供销总公司。1999年，公司更名为中国轻工集团公司，集团更名为“中轻集团”，为中央企业。同时，中国食品工业（集团）公司、中国造纸开发公司、中国日用化学工业研究院、中国制浆造纸研究院、中国皮革和制鞋工业研究院并入中轻集团。
2003年，中国食品发酵工业研究院划入中轻集团。2008年10月31日，中国海诚国际工程投资总院、原中国轻工集团公司和中国轻工业对外经济技术合作公司重组成立现在的中国轻工集团公司。
2017年8月22日經國務院和國務院國資委批准，中国轻工集团公司、中國工藝美術（集團）公司整體併入中國保利集团公司，成為其全資子公司。中国轻工集团公司与中國工藝美術（集團）公司不再作為國資委監管企業